# Matthew Carter

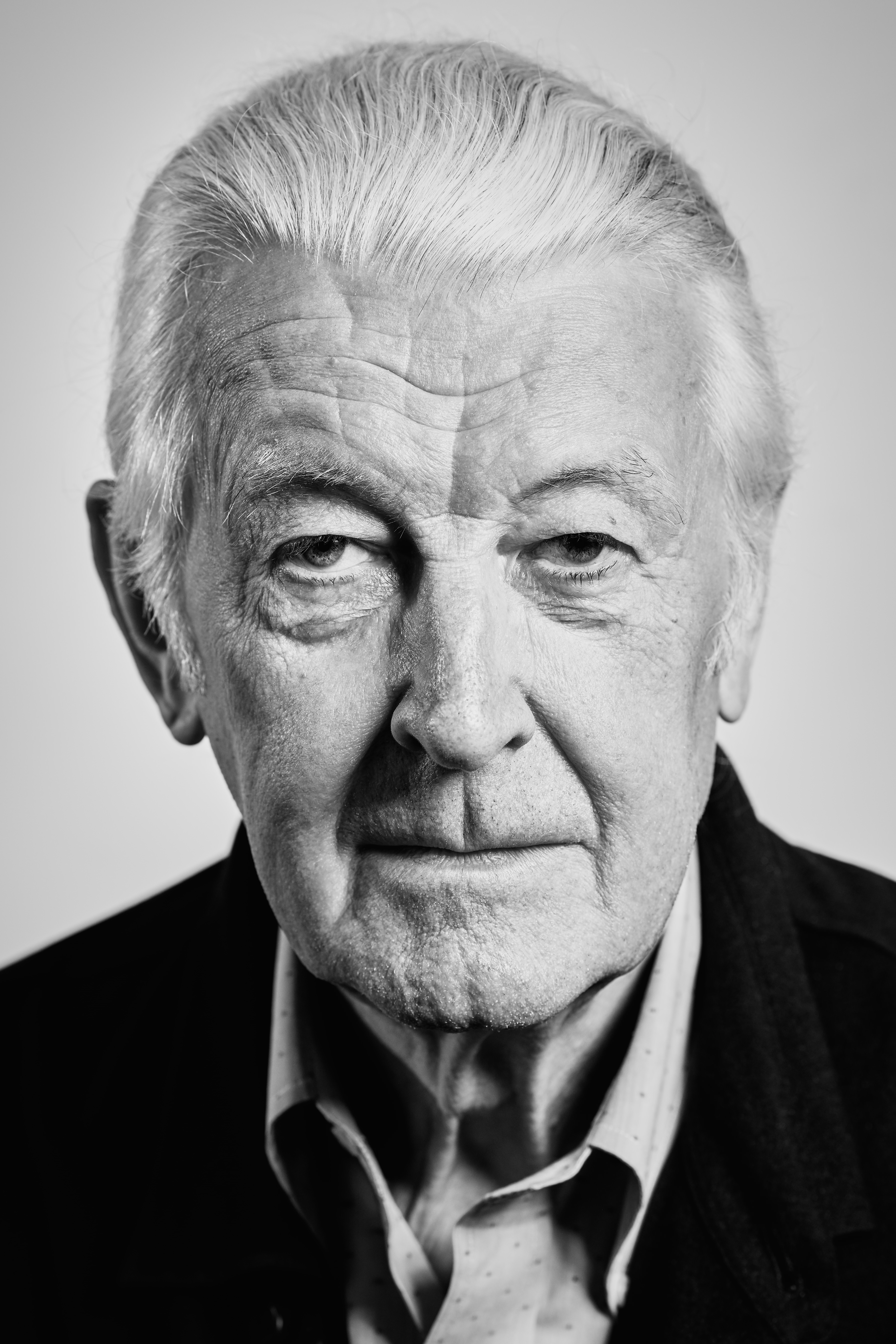
Matthew Carter, 2018

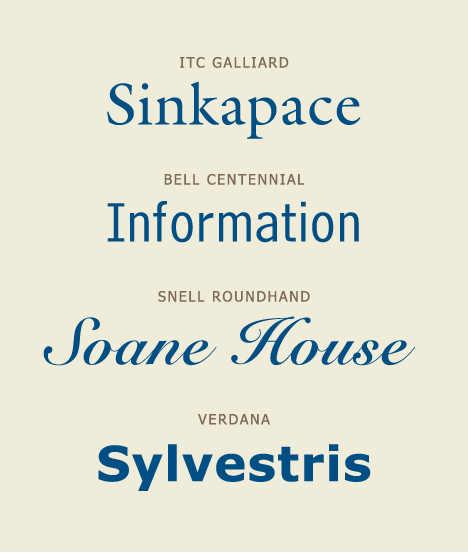
Voorbeelden van lettertypen ontworpen door Matthew Carter

Matthew Carter (1937) is een eigentijds Brits letterontwerper, zoon van drukwerkhistoricus en letterontwerper Harry Carter (1901-1982). 
Voor de letteruitgeverij Linotype ontwierp hij de lettertypen Snell Roundhand naar het kalligrafische handschrift van Charles Snell (1966), Cascade Script (1966), Auriga (1970), Gando Ronde (1970). Dit is een reeks lettertypen speciaal ontworpen voor de nieuwe generatie fotozetten ('phototypesetting').
Na zijn jaren bij Linotype richtte hij in 1981 met Mike Parker de digitale letteruitgeverij Bitstream op. Hij verliet Bitstream in 1991 om met Cherie Cone de uitgeverij Carter & Cone Type Inc. te beginnen. Deze uitgeverij licenseert aan eindgebruikers Carters originele lettertypen ITC Galliard, Mantinia, Sophia, Big Caslon en Miller. Carter & Cone produceert ook ontwerpen voor kranten, tijdschriften, instituten en bedrijven.
Matthew Carter ontwierp voor Microsoft in 1993 Georgia en in 1996 Verdana; deze lettertypen staan bekend om hun goede leesbaarheid op beeldschermen, zelfs in een zeer klein formaat.